# Повстання батавів
Повста́ння бата́вів, батавське повстання (69—70 рр.) — визвольна війна германського племені батавів на чолі з Юлієм Клавдієм Цивілісом проти римлян. Повстання почалося в допоміжних військах, набраних з батавів, охопило Рейнську область і поширилося на Галлію. Цьому сприяла підтримка повсталих з боку каннінефатів на чолі із Брінноном. Скориставшись відходом до Італії римського війська, повсталі оволоділи більшістю фортець і проголосили в Галлії свою імперію. Проте галльська знать, налякана народним рухом, який очолив Маррік, пішла на зговір з Римом. Римський полководець Цереаліс жорстоко придушив повстання батавів.